# Lista de municípios de Moçambique por ordem alfabética
Lista de municípios de Moçambique por ordem alfabética
| Posição | Município          | Província    | População | Data de Criação |
| ------- | ------------------ | ------------ | --------- | --------------- |
| 1       | Alto Molócue       | Zambézia     | 24 682    | 2008            |
| 2       | Angoche            | Nampula      | 85 703    | -               |
| 3       | Balama             | Cabo Delgado |           | 2022            |
| 4       | Beira              | Sofala       | 533 825   | -               |
| 5       | Boane              | Maputo       | 23 524    | 2013            |
| 6       | Caia               | Sofala       |           | 2022            |
| 7       | Catandica          | Manica       | 24 682    | -               |
| 8       | Chibuto            | Gaza         | 63 184    | -               |
| 9       | Chimoio            | Manica       | 238 976   | -               |
| 10      | Chitima            | Tete         |           | 2022            |
| 11      | Chiúre             | Cabo Delgado |           | 2013            |
| 12      | Chókwè             | Gaza         | 50 000    | -               |
| 13      | Cuamba             | Niassa       | 56 801    | -               |
| 14      | Dondo              | Sofala       | 71 644    | -               |
| 15      | Gondola            | Manica       | 33 877    | 2008            |
| 16      | Gorongosa          | Sofala       | 11 968    | 2008            |
| 17      | Guro               | Manica       |           | 2022            |
| 18      | Gurué              | Zambézia     | 145 466   | -               |
| 19      | Homoíne            | Inhambane    |           | 2022            |
| 20      | Ibo                | Cabo Delgado |           | 2022            |
| 21      | Ilha de Moçambique | Nampula      | 42 407    | -               |
| 22      | Inhambane          | Inhambane    | 79 724    | -               |
| 23      | Insaca             | Niassa       |           | 2022            |
| 24      | Lichinga           | Niassa       | 142 253   | -               |
| 25      | Macia              | Gaza         | 24 153    | 2008            |
| 26      | Maganja da Costa   | Zambézia     |           | 2013            |
| 27      | Malema             | Nampula      | 20 277    | 2013            |
| 28      | Mandimba           | Niassa       |           | 2013            |
| 29      | Manhiça            | Maputo       | 57 512    | -               |
| 30      | Manica             | Manica       | 28 568    | -               |
| 31      | Manjacaze          | Gaza         | 6 830     | -               |
| 32      | Maputo (cidade)    | -            | 1 088 449 |                 |
| 33      | Marracuene         | Maputo       |           | 2022            |
| 34      | Marromeu           | Sofala       | 39 409    | -               |
| 35      | Marrupa            | Niassa       | 6 469     | 2008            |
| 36      | Massinga           | Inhambane    |           | 2008            |
| 37      | Massingir          | Gaza         |           | 2022            |
| 38      | Matola             | Maputo       | 1 032 197 |                 |
| 39      | Matola-Rio         | Maputo       |           | 2022            |
| 40      | Maxixe             | Inhambane    | 108 824   |                 |
| 41      | Metangula          | Niassa       | 13 235    | -               |
| 42      | Milange            | Zambézia     | 17 123    | -               |
| 43      | Moatize            | Tete         | 26 560    | -               |
| 44      | Mocímboa da Praia  | Cabo Delgado | 30 950    | -               |
| 45      | Mocuba             | Zambézia     | 57 584    | -               |
| 46      | Monapo             | Nampula      |           | -               |
| 47      | Montepuez          | Cabo Delgado | 55 600    | ´-              |
| 48      | Morrumbala         | Zambézia     |           | 2022            |
| 49      | Mossuril           | Nampula      |           | 2022            |
| 50      | Mueda              | Cabo Delgado |           | 2008            |
| 51      | Nacala Porto       | Nampula      | 206 449   | -               |
| 52      | Namaacha           | Maputo       | 10 010    | 2008            |
| 53      | Nampula            | Nampula      | 743 125   | -               |
| 54      | Nhamatanda         | Sofala       | 20 000    | 2013            |
| 55      | Nhamayabué         | Tete         |           | 2013            |
| 56      | Pemba              | Cabo Delgado | 141 316   | -               |
| 57      | Praia do Bilene    | Gaza         |           | 2013            |
| 58      | Quelimane          | Zambézia     | 141 316   | -               |
| 59      | Quissico           | Inhambane    | 24 092    | 2013            |
| 60      | Ribaué             | Nampula      | 26 328    | 2008            |
| 61      | Sussundenga        | Manica       |           | 2013            |
| 62      | Tete               | Tete         | 305 722   | -               |
| 63      | Ulongué            | Tete         | 25 309    | 2008            |
| 64      | Vilankulo          | Inhambane    | 38 432    |                 |
| 65      | Xai-Xai            | Gaza         | 116 343   | -               |

A população foi retirada das páginas dos municípios da Wikipédia. A negrito, identificam-se as capitais provinciais.
A maioria dos municípios foi criada em 1998. Para os municípios criados posteriormente, ano de criação é indicado
Em 14 de Dezembro de 2022 a Assembleia da República aprovou a proposta do governo para a criação de mais 12 autarquias, elevando o número de municípios em Moçambique para 65.
Os novos municípios são:
- Insaca, vila sede do distrito de Mecanhelas, província do Niassa
- Balama, vila sede do distrito de Balama, província do Cabo Delgado
- Ibo, vila sede do distrito do Ibo, província de Cabo Delgado
- Mossuril, vila sede do distrito de Mossuril, província de Nampula
- Morrumbala, vila sede do distrito de Morrumbala, província da Zambézia
- Chitima, vila sede do distrito de Cahora-Bassa, província de Tete
- Guro, vila sede do distrito de Guro, província de Manica
- Caia, vila sede do distrito de Caia, província de Sofala
- Homoíne, vila sede do distrito de Homoíne, província de Inhambane
- Massingir, vila sede do distrito de Massingir, província de Gaza
- Marracuene, vila sede do distrito de Maracuene, província de Maputo
- Matola-Rio, vila sede de um posto administrativo do distrito de Boane, província de Maputo